# ألفريد مارجول شبيربر
ألفريد مارجول شبيربر Alfred Margul-Sperper (ولد في سبتمبر 1898 في ستوروزينيتش في بوكوفينا – ومات في يناير 1967 في بوخارست) هو أديب كانت لغتة كتاباته الألمانية.
أقام بين عامي 1921 و1924 في نيويورك. ترأس تحرير جريدة Czernowitzer Morgenblatt في عام 1924, وعمل في عام 1940 معلما للغات الأجنبية في بوخارست.

## من كتاباته
- غناء لا معنى له (قصائد مبكرة بين عامي 1914 و1928)
- حديث في العدم (قصائد مختارة بين عامي 1814 و1966)
- فصول السنة (قصائد مختارة 2002)